# مانويل دومينغوس أوقستو
مانويل دومينغوس أوقستو هو دبلوماسي أنغولي، ولد في 2 سبتمبر 1957 في لواندا في أنغولا.